# Discovery Channel (Italia)
Discovery Channel è una rete televisiva tematica italiana a pagamento, edita da Warner Bros. Discovery Italia, divisione del gruppo Warner Bros. Discovery. Il canale trasmette, 24 ore su 24 documentari e speciali.
Il canale è visibile su Discovery+, senza bisogno dell'abbonamento. È disponibile anche in Svizzera ai canali 60 e 560 di UPC Svizzera.

## Storia
Discovery Channel inizia ufficialmente le proprie trasmissioni in Italia il 1º settembre 1997, all'interno dei bouquet a pagamento di TELE+ Digitale e Stream TV.
Dal 31 luglio 2003, in concomitanza con la fusione tra TELE+ e Stream, il canale diventa disponibile in esclusiva su Sky Italia.
Dal 2005 al 2007 è stato lo sponsor principale di una delle squadre di punta del ciclismo su strada, la ex-US Postal di Lance Armstrong.
Il 20 luglio 2009 inizia a trasmettere in alta definizione.
Dal 22 luglio al 2 agosto 2015, in occasione dei 30 anni del canale, la versione timeshift +1 viene rinominata in Discovery30anni.
Il 9 aprile 2019 il canale rinnova il proprio logo e le grafiche. Sempre nella stessa data, Discovery Channel e Discovery Science diventano disponibili a pagamento anche sulla piattaforma Dplay Plus; vi verranno poi rimossi il 13 aprile 2020.
Dal 7 luglio 2020 il canale è disponibile su Vodafone TV.
Dal 9 settembre 2020 il canale è visibile esclusivamente in HD sul satellite; tuttavia la versione SD continua ad essere disponibile in streaming su Sky Go fino al 25 marzo 2021.
Il 1º luglio 2021 il canale e la versione +1 si trasferiscono rispettivamente alle numerazioni 405 e 406 di Sky, e dal 1º novembre 2023, passano al 407 e 408. 
Dal 1º luglio 2024 il canale non è più visibile sulla piattaforma Vodafone TV.
Dal 1º luglio 2025 il canale non è più visibile su Sky Italia. Lo stesso giorno viene annunciato che il canale verrà lanciato in chiaro sul digitale terrestre nell'autunno successivo, in concomitanza con i 40 anni dell'omonima controparte statunitense.

## Altre versioni

### Discovery Channel HD
È la versione in alta definizione di Discovery Channel, nata il 20 luglio 2009 al canale 401 della piattaforma Sky.
Dal 1º novembre 2023 è sintonizzabile sul canale 407.

### Discovery Channel +1
Nata il 20 novembre 2008 al canale 420 di Sky Italia, era la versione timeshift della rete, che ne ritrasmetteva la programmazione un’ora dopo.
Il 1º novembre 2023 il canale è diventato sintonizzabile sul canale 408.
Il 1º luglio 2025 il canale termina le sue trasmissioni, essendo Sky Italia l'unica piattaforma su cui era disponibile.

## Programmi
- A caccia di auto
- A caccia di motori
- A colpi d'ascia
- A mani nude nella palude
- Acquari di famiglia (Tanked)
- Addestramento estremo
- Affare fatto (Auction Hunters)
- Affari a quattro ruote (Wheeler Dealers)
- Ai confini della civiltà (programma televisivo)
- American Guns
- Brainiac: Science Abuse
- Carfellas: quei bravi ragazzi
- Catorci di lusso
- Chi offre di più?
- Chi cerca trova
- Città ai raggi X
- Come è fatto (How it's made)
- Come è fatto il calcio
- Container Wars
- Costruttori di Motociclette
- Curiosity
- Deadliest Catch
- Dealers: tutto ha un prezzo
- Destroyed in seconds
- Dietro le sbarre (Behind Bars)
- Dinosauri: il ritorno (Dinosaurs: return to life?)
- Disastri 2.0 (Disaster Eyewitness)
- Discovery Atlas
- Dual Survival
- Dynamo: magie impossibili
- Epidemie killer
- Everest: Oltre il limite
- Factory Line: corsa contro il tempo
- Factory Made
- Fast N' Loud
- Fifth Gear
- Fuori tutto!
- Gli eroi dell'aria
- Guida ai confini del mondo (Driven to Extremes)
- Il signore delle pulci (Dirty Money)
- Ingegneria estrema
- Inventing the world
- Io e i miei parassiti
- James Cracknell: l'uomo d'acciaio
- La febbre dell'oro
- La Febbre dell'oro: Mare di Bering
- L'ultimo sopravvissuto (Ultimate Survival)
- L'ultimo sopravvissuto - Metropolis (Worst-Case Scenario)
- Ma che schifo!
- Macchine gigantesche
- Maestri di sopravvivenza
- Man, Woman, Wild
- Marchio di fabbrica
- Matto da pescare
- Megacostruzioni
- Missione Implausibile (Missione Stunt)
- Monkey Garage
- Moonshiners: la febbre dell'alcol
- Mountain Monsters
- My Shocking Story
- MythBusters
- NextWorld - Tecnologie del futuro
- One Man Army
- One way out
- Oro tra i ghiacci
- Per un pugno di gamberi
- Pesca a mani nude
- Piscine da pazzi
- Pianeta Terra
- Property Wars
- Prototipi da Strapazzo
- Reazione a catena (Unchained Reaction)
- Rising: La rinascita di Ground Zero (Rising: Rebuilding Ground Zero)
- River Monsters
- Ross Kemp: pianeta criminale
- Scemo di viaggio
- Science of the Movies
- Siberia lo Yeti Killer
- Smash Lab
- Sons of Guns
- SOS: disastri aerei
- Stan Lee's Superhumans
- Street Customs: Berlino
- Surviving the Cut: duri a morire
- Swords - Pesca in alto mare
- Terrore a bordo
- Tesla e il raggio della morte[4]
- Texas Drug Wars
- Top Gear
- Top Gear USA
- Traslochi pazzeschi
- Ultras nel mondo: curve infuocate
- Una famiglia fuori dal mondo
- Uomo vs. Natura: la sfida (Man vs. Wild)
- Vero o falso?
- World's Top 5
- X-Machines
- Yukon men: gli ultimi cacciatori

## Ascolti

### Share mensile di Discovery Channel
Giorno medio mensile su target individui 4+.
|      | Gennaio | Febbraio | Marzo | Aprile | Maggio | Giugno | Luglio | Agosto | Settembre | Ottobre | Novembre | Dicembre | Media anno |
| ---- | ------- | -------- | ----- | ------ | ------ | ------ | ------ | ------ | --------- | ------- | -------- | -------- | ---------- |
| 2012 | 0,10%   | 0,11%    | 0,12% | 0,12%  | 0,12%  | 0,14%  | 0,14%  | 0,12%  | 0,13%     | 0,11%   | 0,11%    | 0,11%    | 0,12%      |
| 2013 | 0,10%   | 0,09%    | 0,11% | 0,10%  | 0,12%  | 0,14%  | 0,13%  | 0,14%  | 0,12%     | 0,10%   | 0,11%    | 0,12%    | 0,11%      |
| 2014 | 0,13%   | 0,12%    | 0,11% | 0,13%  | 0,13%  | 0,13%  | 0.11%  | 0,12%  | 0,11%     | 0,11%   | 0,11%    | 0,11%    | 0,12%      |
| 2015 | 0,10%   | 0,10%    | 0,08% | 0,08%  | 0,08%  | 0,09%  | 0,10%  | 0,11%  | 0,09%     | 0,09%   | 0,09%    | 0,10%    | 0,09%      |
| 2016 | 0,07%   | 0,08%    | 0,07% | 0,06%  | 0,06%  | 0,05%  | 0,05%  | 0,05%  | 0,06%     | 0,06%   | 0,06%    | 0,06%    | 0,06%      |
| 2017 | 0,05%   | 0,07%    | 0,07% | 0,06%  | 0,06%  | 0,07%  | 0,06%  | 0,08%  | 0,07%     | 0,07%   | 0,08%    | 0,08%    | 0,06%      |
| 2018 | 0,08%   | 0,07%    | 0,07% | 0,06%  | 0,06%  | 0,07%  | 0,06%  | 0,06%  | 0,05%     | 0,06%   | 0,05%    | 0,06%    | 0,06%      |
| 2019 | 0,05%   | 0,05%    | 0,05% | 0,05%  | 0,04%  | 0,05%  | 0,06%  | 0,06%  | 0,05%     | 0,05%   | 0,04%    | 0,04%    | 0,05%      |
| 2020 | 0,05%   | 0,04%    | 0,05% | 0,06%  | 0,05%  | 0,06%  | 0,06%  | 0,06%  | 0,05%     | 0,04%   | 0,05%    | 0,05%    | 0,05%      |
| 2021 | 0,05%   | 0,05%    | 0,05% | 0,06%  | 0,05%  | 0,06%  | 0,04%  | 0,04%  | 0,03%     | 0,04%   | 0,04%    | 0,05%    | 0,05%      |
| 2022 | 0,04%   | 0,04%    | 0,04% | 0,04%  | 0,04%  | 0,04%  |        |        |           |         |          |          | 0,04%      |
| 2023 | 0,06%   | 0,04%    | 0,04% | 0,05%  | 0,04%  |        |        | 0,04%  | 0,04%     |         |          |          | 0,04%      |
| 2024 | 0,03%   | 0,03%    | 0,03% | 0,03%  | 0,03%  | 0,03%  | 0,03%  | 0,04%  | 0,03%     | 0,03%   | 0,02%    | 0,03%    | 0,03%      |
| 2025 | 0,03%   | 0,02%    | 0,02% | 0,02%  | 0,02%  | 0,02%  |        |        |           |         |          |          |            |

## Loghi

1º settembre 1997 - 23 febbraio 2000
23 febbraio 2000 - 15 aprile 2008
15 aprile 2008 - 10 marzo 2009
10 marzo 2009 - 9 aprile 2019
In uso dal 9 aprile 2019